# Aonia
Aonia puede haber sido un distrito de la antigua Beocia, una región de Grecia que contiene las montañas de Helicón y Citerón y por tanto consagrado a las Musas, a quien Ovidio llama aónides. También es posible que Aonia haya sido un nombre antiguo de Beocia en su conjunto.
Pausanias describe la derrota de los aones, una tribu de Beocia a mano de Cadmo. El poeta griego Calímaco puede haber sido el primero en llamar a Beocia "Aonia".
 En la literatura romana y la posterior, la palabra "Aonia" se utilizó más o menos como un término poético para Beocia, y sobre todo para el monte Helicón, sede de las musas y el lugar de nacimiento del poeta griego Hesíodo. De ahí el término aónides para hacer referencia a las musas. Virgilio narra cómo una de las musas dirigió un poeta hasta las montañas de Aonia.